# Província de Lugo
Lugo és una de les quatre províncies que formen la comunitat autònoma de Galícia. Limita al nord amb la mar Cantàbrica, a l'oest amb les províncies de la Corunya i Pontevedra, al sud amb la d'Ourense i a l'est amb el Principat d'Astúries i la província de Lleó (Castella i Lleó).
La seva capital és Lugo, situada a la vora del Miño, el principal riu de la província. A la serralada cantàbrica té molts rius menors.

## Geografia
Està dividida en 11 comarques, 9 partits judicials i 67 concellos (municipis), integrats per 1167 parròquies i 10.299 entitats de població.

### Comarques
| Comarca             | Capital           | Municipis                                                                                |
| ------------------- | ----------------- | ---------------------------------------------------------------------------------------- |
| A Fonsagrada        | A Fonsagrada      | Baleira, A Fonsagrada, Negueira de Muñiz                                                 |
| A Mariña Central    | Mondoñedo         | Alfoz, Burela, Foz, Lourenzá, Mondoñedo, O Valadouro                                     |
| A Mariña Occidental | Viveiro           | Cervo, Ourol, O Vicedo, Viveiro, Xove                                                    |
| A Mariña Oriental   | Ribadeo           | Barreiros, A Pontenova, Ribadeo, Trabada                                                 |
| A Ulloa             | Monterroso        | Antas de Ulla, Monterroso, Palas de Rei                                                  |
| Chantada            | Chantada          | Carballedo, Chantada, Taboada                                                            |
| Lugo                | Lugo              | Castroverde, O Corgo, Friol, Guntín, Lugo, Outeiro de Rei, Portomarín, Rábade            |
| Meira               | Meira             | Meira, Pol, Ribeira de Piquín, Riotorto                                                  |
| Os Ancares          | Becerreá          | Becerreá, Baralla, Cervantes, Navia de Suarna, As Nogais, Pedrafita do Cebreiro          |
| Quiroga             | Quiroga           | Folgoso do Courel, Quiroga, Ribas de Sil                                                 |
| Sarria              | Sarria            | O Incio, Láncara, Paradela, O Páramo, Samos, Sarria, Triacastela                         |
| Terra Chá           | Vilalba           | Abadín, Begonte, Castro de Rei, Cospeito, Guitiriz, Muras, A Pastoriza, Vilalba, Xermade |
| Terra de Lemos      | Monforte de Lemos | Bóveda, Monforte de Lemos, Pantón, A Pobra do Brollón, O Saviñao, Sober                  |

## Demografia
La població de la província de Lugo ha experimentat una forta i continuada davallada des de la dècada de 1940 degut a l'emigració i també, més recentment, a la baixa taxa de natalitat. L'emigració es va produir principalment cap a la costa atlàntica gallega, altres províncies d'Espanya i a l'estranger, especialment a països d'Iberoamèrica com l'Argentina o l'Uruguai.

### Municipis més poblats
Els deu municipis més habitats de la província són els següents (2019):
1. Lugo (98.276 hab.)
2. Monforte de Lemos (18.433 hab.)
3. Viveiro (15.466 hab.)
4. Vilalba (14.072 hab.)
5. Sarria (13.330 hab.)
6. Foz (9.980 hab.)
7. Ribadeo (9.854 hab.)
8. Burela (9.588 hab.)
9. Chantada (8.192 hab.)
10. Guitiriz (5.484 hab.)